# Javier Alfaya
Francisco Javier Ulpiano Alfaya Rodriguez, mais conhecido como Javier Alfaya (Redondela, 31 de julho de 1956) é um arquiteto e político brasileiro nascido na Espanha. Em março de 1979 entrou com o pedido de naturalização na Delegacia de Estrangeiros de Salvador. Foi vereador de Salvador e deputado estadual pelo Partido Comunista do Brasil (PCdoB) da Bahia.

## Biografia
Cursou o primário no Colégio Nossa Senhora da Guia em 1964, e o secundário no Colégio Marista em 1974. Formou-se em arquitetura pela Universidade Federal da Bahia (UFBA) em 1986. Cursou mestrado em história e teoria da arte na Escola de Belas Artes da UFBA.
Foi presidente do Diretório Acadêmico de Arquitetura em 1977, secretário geral e presidente do Diretório Central dos Estudantes (DCE) em 1979, diretor de cultura da União Nacional dos Estudantes (UNE) em 1980 e presidente da União Nacional dos Estudantes em 1981 e 1982.
Foi suplente de deputado estadual pelo Partido Comunista do Brasil (PCdoB) de 1987 a 1991. Eleito vereador em Salvador, pelo PCdoB, para mandato de 1989 a 1992, reeleito, pelo PCdoB, para mandato de 1993 até 2004, renunciando em 2003. 
Foi suplente de deputado federal de 1999 a 2003, e efetivou-se na vaga de Jacques Wagner em janeiro de 2003.
Foi deputado estadual, eleito pelo PCdoB, de 2003 a 2007, sendo reeleito para mandato de 2007 a 2011.